# Trichopteryx (Geometridae)
Trichopteryx là một chi bướm đêm thuộc họ Geometridae.

## Các loài
- Trichopteryx carpinata (Borkhausen, 1794)
- Trichopteryx exportata (Staudinger, 1897)
- Trichopteryx grisearia (Leech, 1897)
- Trichopteryx hemana (Butler, 1878)
- Trichopteryx polycommata (Denis & Schiffermüller, 1775)
- Trichopteryx potopolskii Viidalepp, 1988
- Trichopteryx terranea (Butler, 1879)
- Trichopteryx ussurica (Wehrli, 1927)
- Trichopteryx veritata Pearsall, 1907